# Richards Bay
Richards Bay (en afrikáans: Richardsbaai) es un poblado de la provincia de KwaZulu-Natal en Sudáfrica y cuenta conuno de los puertos más grandes del país, y cuenta con el puerto natural más profundo de África.

## Historia
El nombre del poblado es por el Comodoro de Ciudad del Cabo Sir Frederick Richards durante la guerra anglo-zulú que fue de 1879 a 1902 y Cathcart Methven, ingeniero de máquinas en Natal, descubrío el potencial de Richards Bay de ser un puerto en la costa este del país, siendo creado oficialmente en 1969 como Mhlathuze Lagoon.

## Demografía
Alrededor del 39 % de la población es de blanca,, los africanos negros representan alrededor del 37 %, , los indios y asiáticos son poco más de 19 % y los colorados casi un 4 %. Casi las tres cuartas partes de su población son menores de 34 años, donde por cada 100 mujeres hay 94 hombres, y la densidad poblacional es de casi 1200 habitantes por kilómetro cuadrado.
Existen casi 12 500 edificaciones, donde casi las dos terceras partes están hechas de bloques de cemento. Solo el 22 % de la población ha completado la educación básica y menos del 9 % cuenta con educación superior. El nivel de analfabetismo es de 16 %.

## Eventos Deportivos
- Evento de la ITU World Cup en 2006.
- Fue la sede de entrenamiento de Nigeria en la Copa Mundial de Fútbol de 2010.
- Campeonato Sudafricano de Surf ski de 2011.
- Campeonato Sudafricano de Surf de 2015.

## Personajes Locales
- Dudu Myeni – directivo de South African Airways.
- Kyle Abbott – lanzador de la selección nacional de cricket team, The Proteas.
- Bridgitte Hartley – medallista olímpica de bronce en K-1 500m Canoa en Londres 2012.
- Marius Jonker – árbitro de rugby.
- Lindokuhle "Linda" Mkhwanazi – futbolista
- Casimiro Monteiro – oficial de la inteligencia portuguesa y asesino de la policía colonial portuguesa y de la PIDE (Policía Secreta del Estado Novo de Portugal). Monteiro se retiró en Richards Bay.